# Timring
Timmerknut leder hit. För knopen med samma namn, se Constrictor (knop)

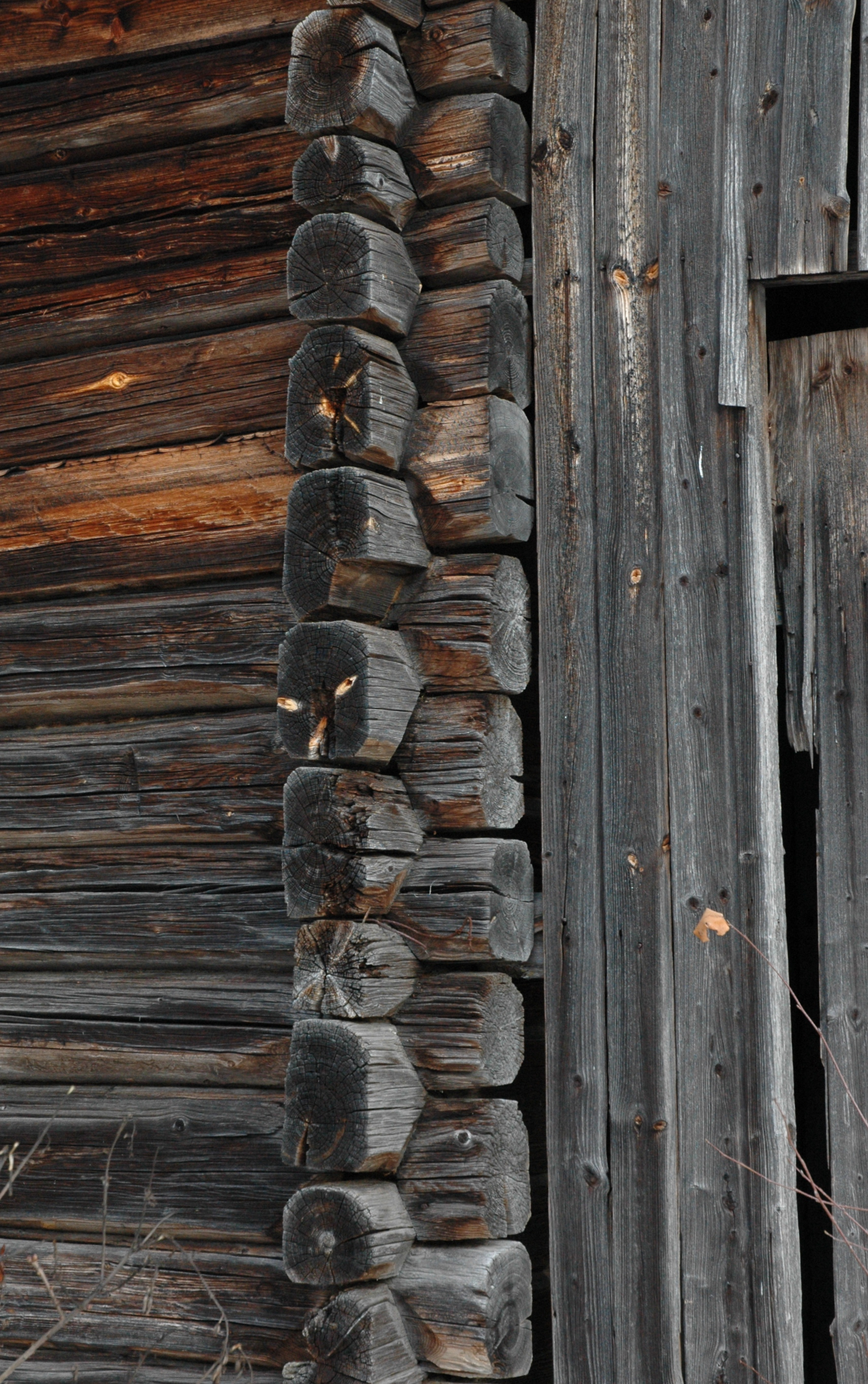
Knutkedja (underhaksknutar) i timmervägg från Odalen, Norge.

Timring eller knuttimring är en äldre träbyggnadsteknik som i Norden är känd sedan 800-talet. Den äldsta bevarade timmerbyggnaden i Sverige är Granhults kyrka. Tekniken har fått sitt namn av att man sammanfogar de stockar som bildar väggen i hörnen genom uthuggna hak, knutar. En timmerstomme består av timmerstockar som läggs horisontellt och staplas på varandra. Stockändarna förses med urtag och lägges i kryss så att de ligger i samma nivå i två parallella väggar, medan stockarna i de två mellanliggande väggarna ligger en halv stockhöjd högre. Fram till 1800-talets mitt var detta den vanligaste byggnadstekniken i stora delar av Sverige, både i städerna och på landsbygden. En förutsättning för knuttimring är god tillgång på barrträvirke, främst tall. I stora delar av södra Sverige, där det funnits tillgång till ek, har i stället skiftesverk varit den dominerande tekniken.

## Knuttekniken

Delarna i en timmerstomme:
1 syll, 2 halvsyll, 3 gåtspår, 4 dörröverslag, 5 röstmoder, 6 tupp, 7 rafter, 8 mittås, 9 tvärbjälke, 10 sidås, 11 väggband

I hörnen (knutarna) skärs stockarna samman, vanligen med både underhak och överhak, som låser dem mot varandra, och gör så att de kommer att ligga dikt mot varandra i väggen. Ett lager av stockar runt huset kallas ett varv. Stockarna timras samman så att toppändarna i ena varvet pekar åt det ena hållet och i nästa varv åt det andra (rot‐topp). I annat fall kommer konstruktionen att luta. Det första varvet (syllvarvet) består av syllarna. I en välgjord timmerstomme skall alla syllarna ha samma höjd, och därför bör grundmuren alltså ligga en halv stockhöjd lägre under de två parallella syllarna som lägges ut först. Att använda halv stockhöjd på dessa syllar anses vara dåligt hantverk. Om grundmuren är jämnhög hela vägen runt, är det bättre att i stället låta de två korsande stockarna vara extra höga.

## Timmer och stocktvärsnitt

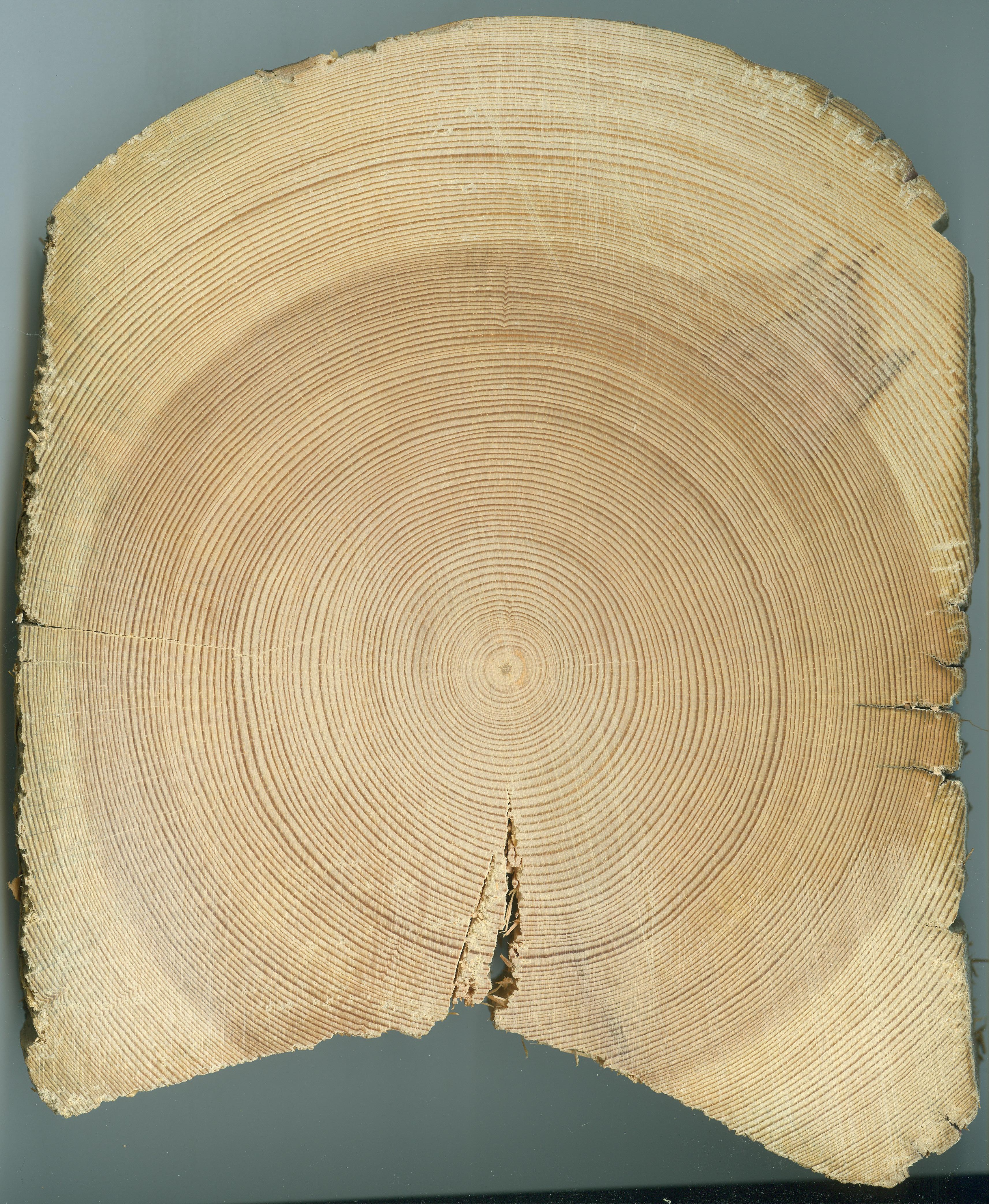
Ett stocktvärsnitt från en väggtimmerstock av tall från ett hus i Dalarna byggt ca 1862. Utsidan till höger.

Till knuttimring i Norden användes nästan uteslutande tall eller gran, som har långa och rakvuxna stammar. Gran är vanligen lösare i veden och har främst använts i byggnader där beständighet inte varit det viktigaste. Hur man sett på granvirket skiftar dock regionalt, och tätvuxet granvirke (undertryckt eller från myrkanter), kan vara rötbeständigt. Bäst ansågs vinterhuggen så kallad kärnfuru vara, tätvuxet tallvirke med hög andel kärnved. Ibland skalade man också delar av stammen några år före byggnadstillfället, för att på så sätt få ett kådrikt, naturligt impregnerat virke. Sådant virke är mycket rötbeständigt. I vissa fall ströks tjära på knutarna för att ge dem längre hållbarhet. Om möjligt undveks vanligen träd som är kraftigt vridna, och vridna medurs (solvinda) eftersom sådant timmer riskerar att vrida sig när det torkar, och sitta snett i knuten och i värsta fall även öppna långdraget.
Byggnadstimmer bör om möjligt torka långsamt, gärna i flera år innan det bearbetas. Då får det små sprickor, som fördelar sig jämnt runt hela stammen. En snabbare torkning ger större och fulare sprickor. I synnerhet timmer som sågas eller bilas är känsligt för oönskad sprickbildning, eftersom sprickorna söker sig den kortaste vägen från märg till yta. Att bearbeta timret utan att låta det torka färdigt, leder till att stora sprickor bildas mitt på de plana stocksidorna, där det syns mest. Trots detta har man ofta timrat med rått virke, eftersom det dels är lättare att bearbeta sådant virke med yxa, dels inte alltid varit möjligt med sådan framförhållning som skulle krävas, för att kunna timra med vältorkat virke.
Väggar kan timras av rundtimmer eller av klovor (kluvna stockar), bilade eller sågade stockar med plan ut och/eller insida. Under medeltiden var både rundtimmer (ofta täljt med skavjärn) liksom ovaltäljt timmer vanligt. Syllstockarna gjordes ofta av extra tjocka stockar och bilades till likbent trapetsformat tvärsnitt. I nyare tid har det varit vanligt att de synliga sidorna på stocken planbilats, så att tvärsnittet på stocken blir i det närmaste åttkantigt. Modernt timmer levereras ofta färdigsågat, gärna med samma dimension i båda ändarna. Från slutet av 1800-talet kom den moderna sågverksindustrin att erbjuda maskingjort, hyvlat "timmer", med standardiserat tvärsnitt och försett med not i underkanten och fjäder i ovankanten. Sådant används främst i färdiga byggsatser.

## Knuten
Knuthalsen kallas den smalaste delen av stocken, som i en upptimrad konstruktion utgör själva krysset mellan de korsande stockarna. Den är normalt dold. Knuthalsen kan utformas på många olika sätt, allt ifrån en enkel V-formad rännknut till komplicerade sammanfogningar, som både gör konstruktionen stabil och förhindrar drag. Under medeltiden var det vanligt att man lät överhaket gå ända ner till märgen, så att halsen endast består av trä från den undre halvan av stocken. Denna knuttyp kallas rännknut eller överhaksknut. På enklare byggnader som exempelvis ängslador av rundtimmer utan långdrag (mossränna) användes denna knuttyp ännu under 1800-talet, och i åtminstone Dalarna användes den ännu under förra delen av 1700-talet även i byggnader med långdrag. Överhaksknutar med vertikala hak finns belagda från bland annat Bohuslän, Dalsland, Småland, Södermanland och Uppland och möjligen Dalarna. Under förra hälften av 1800-talet är de vanliga i Hälsingland och övre Norrland, men då endast i enklare byggnader.
Under sen medeltid utvecklades tekniken och knuten blev mer sofistikerad, genom att urtag gjordes inte bara, som i rännknuten, på ovansidan av stocken, utan också på undersidan. Resultatet blir då en dubbelhaksknut eller en enkel- eller dubbelkattsknut. I en dubbelhaksknut är underhaket ungefär lika brett som överhaket, och överbryggar hela den underliggande stockens bredd. Enkel- och dubbelkattknutarna har en tröskel (betta) i träets längdriktning i överhaket, så att urtaget i underhaket blir smalare än stockbredden. Bettan kan ligga antingen mitt i haket (en så kallad dubbelkattsknut) eller i sidan av haket (enkelkattsknut). Ibland kombineras underhak och betta. Bruket av betta och underhak gjorde konstruktionen tätare och stadigare. I sådana knutar behålls märgen i knuthalsen och därigenom minskar också risken för att den övre delen av knutskallen skall lossna och ramla bort. Dubbelhaksknutar (liksom enkel- och dubbelkattknutar) görs genom att underhaket inpassas i motsvarande överhak på den underliggande stocken. Dubbelhaksknutar är tidigast kända från medeltid (raulandsknutning i Norge), men blev vanliga i nyare tid. Halsens tvärsnitt kan ha olika former, trekantigt, snett eller rakt fyrkantigt, sexkantigt, trapetsformat eller sammansatt. Lodräta knuthak anses ibland vara sämre, eftersom de kan öppna sig när timret torkar och krymper. Knutar med lodräta hak kom likväl på många håll efterhand att ta över efter de äldre sneda.

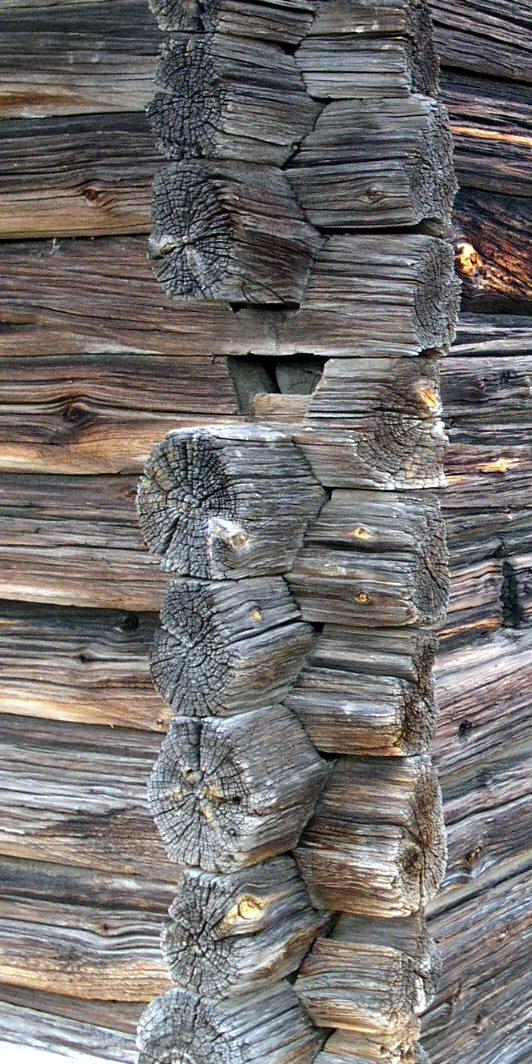
Sexkantskallar på en lada (ursprungligen härbre?) i Gagnefs socken, Dalarna daterad till slutet av 1590-talet[5]. I den avbrutna knuten framträder bettan (bindtröskeln) tydligt, och visar att det är en dubbelkattknut.
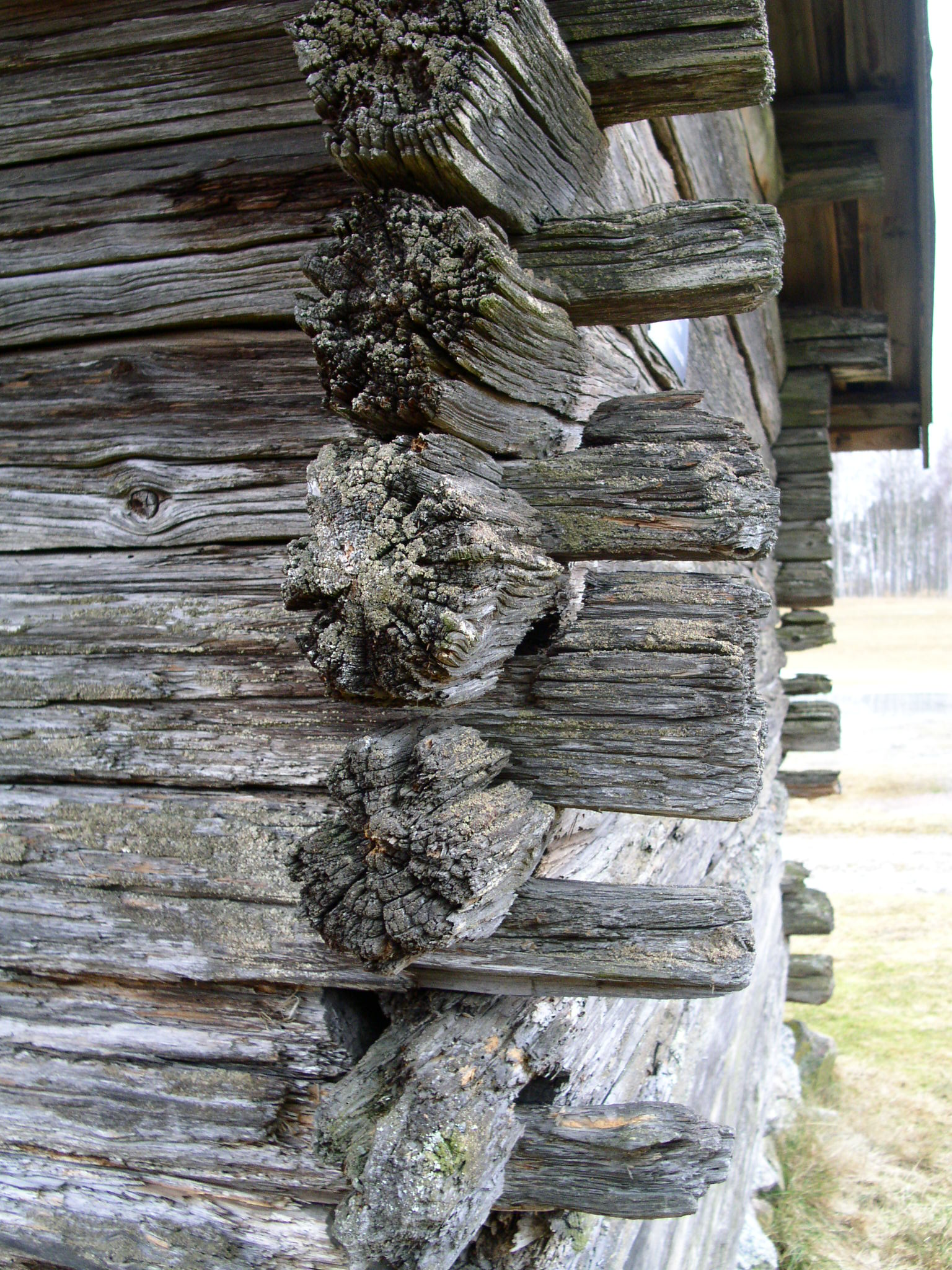
Svårt skadad knutkedja i samma lada. Här syns att man blandat dubbelkattknutar och rännknutar, och hur det av rännknutarnas skallar inte återstår mer än "pinnar", medan dubbelkattknuten i mitten klarat sig bättre.
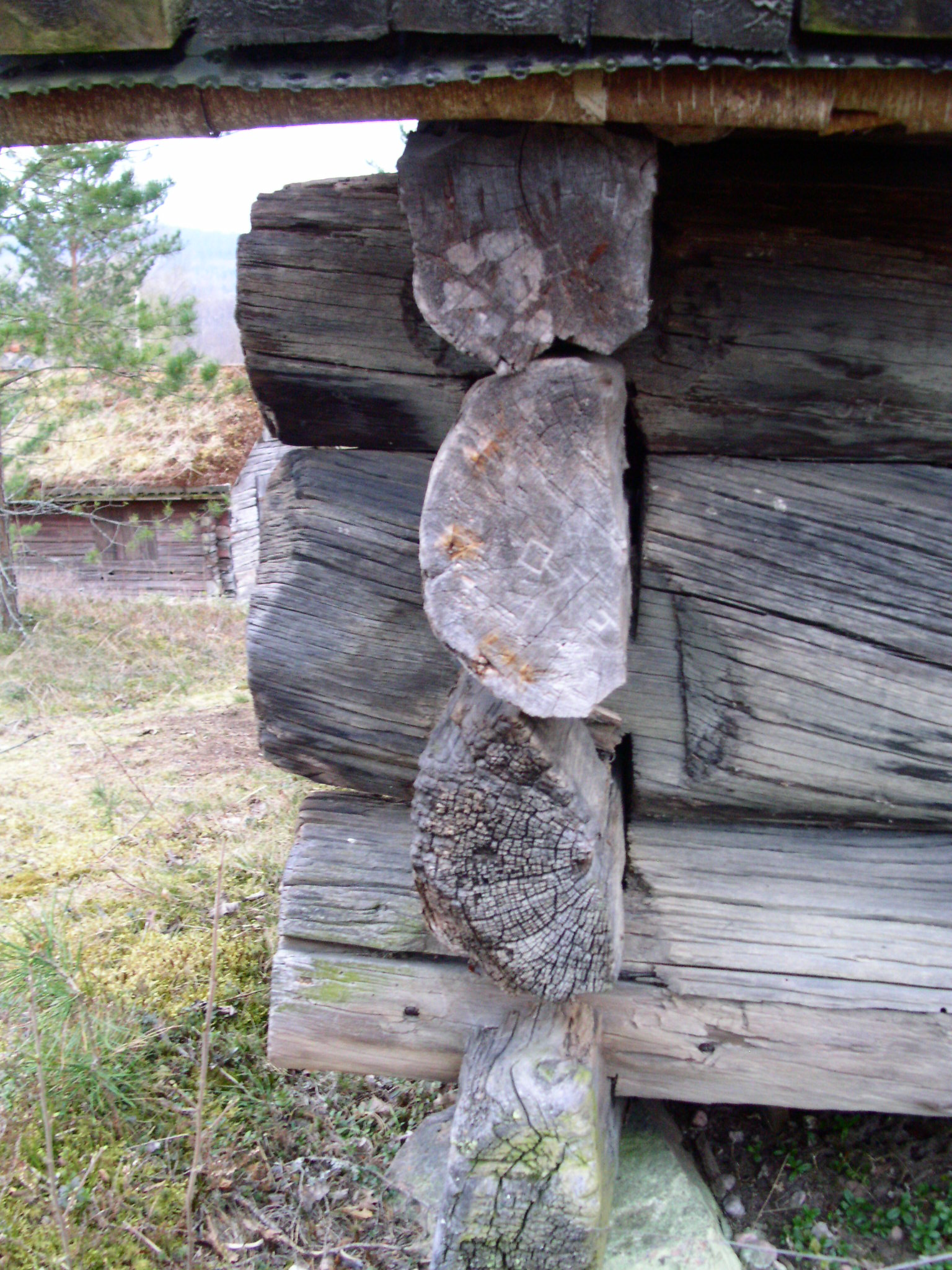
Exempel på knutning med klovor i ett sommarfjös från Skallbodarna, 1710-tal, nu vid Gagnefs minnesstuga
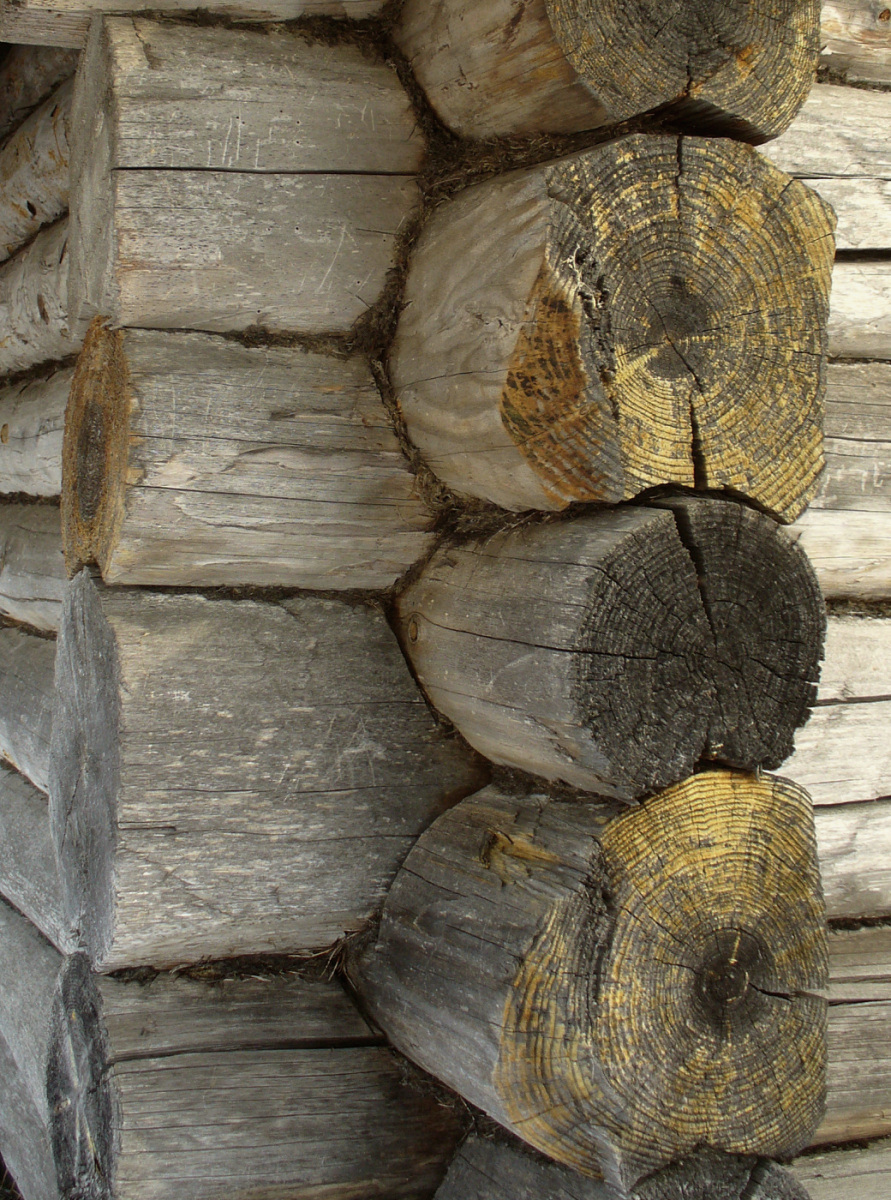
Rännknut (v oblo) vid rysk knuttimring.

## Halsningen
Vissa knutar hugges så att de runda stocksidorna skär varandra helt precis, utan synliga huggmärken utanför knuten, men de flesta knutar bygger på att det först huggs halsningar på båda sidor av stocken, antingen på nedre delen av stocken, eller övre eller på båda. Halsningarna skärs snett in i stocken såväl från knutsidan som från väggsidan, på både in och utsidan om stocken. Halsningarna från vardera sidan möts mitt i knuten, mitt för centrum på den korsande stocken. Såvida halsningarna läggs på såväl under som överdelen av stocksidorna får den del av stocken där knuten ska huggas ett sexkantigt tvärsnitt, som gör det lättare att mäta och märka ut var hugget ska läggas. Ibland förlängs dessa halsningar av dekorativa skäl vidare ut mot knutskallen och in på väggen. 
Under 1800-talet, men i delar av Sverige även betydligt tidigare (exempelvis Kungsstugan i Örebro från 1500-talet, nu i Wadköping), gjorde man stockarna plana på båda sidor, och sedan en motsvarande knut med raka hak. Denna utformning är den helt dominerande på de flesta bevarade timmerhus i mellersta Sverige ungefär upp till Leksand i Dalarna.

## Knutskallen
Den utstickande stockänden utanför knuten kallas knutskalle. På timmerhus från medeltiden fick knutskallen nästan alltid samma utseende som stocktvärsnittet – runda knutskallar till rundtimmer, och ovala till ovaltäljt timmer. Senare blev friheten att utforma knutskallen större, men timmermännen följde traditioner som varierade geografiskt och över tid. Formen på knutskallarna ger därför en ledtråd för att bestämma en byggnads ålder. Under 1600- och 1700-talen kunde byggnader av rundtimmer få både runda knutskallar, eller avsmalnande ovala, fyrkantiga eller sexkantiga. Under främst 1800-talet, men i exempelvis Bergslagen, redan under 1600- och 1700-talen, blev det vanligt att timret slätbilades på båda sidor, varvid knutskallarna vanligen gjordes åttkantiga. 
På en välgjord timmerbyggnad ska knutskallarna inte komma i beröring med varandra, och långdraget (mossrännan) ska inte fortsätta ut på knutskallarna. Knutskallarna är en känslig del av timmerbyggnaden, och särskilt om knuthalsarna är huggna ända in till märgen, är det vanligt att delar av knuten lossnar och faller av.

## Slätknutar
Under i synnerhet slutet av 1800-talet, blev det populärt att förse husen med brädpanel och då blev knutar utan knutskallar (slätknutar i form av laxknutar och även haklaxknutar) vanliga. Sådana knutar är dock kända långt tidigare, men då främst i byggnader med kyrklig anknytning. Exempelvis är den spånklädda tiondeboden i Ingatorp från 1220- eller 1230-talet laxknutad. Man övergick under tidigt 1900-tal på många håll till andra timmerkonstruktioner, exempelvis en form av skiftesverk eller genom att bygga med stående timmer. I många fall har man också sågat av knutskallar innan man klätt dem med brädor eller eternitplattor för att ge husen ett modernare utseende.

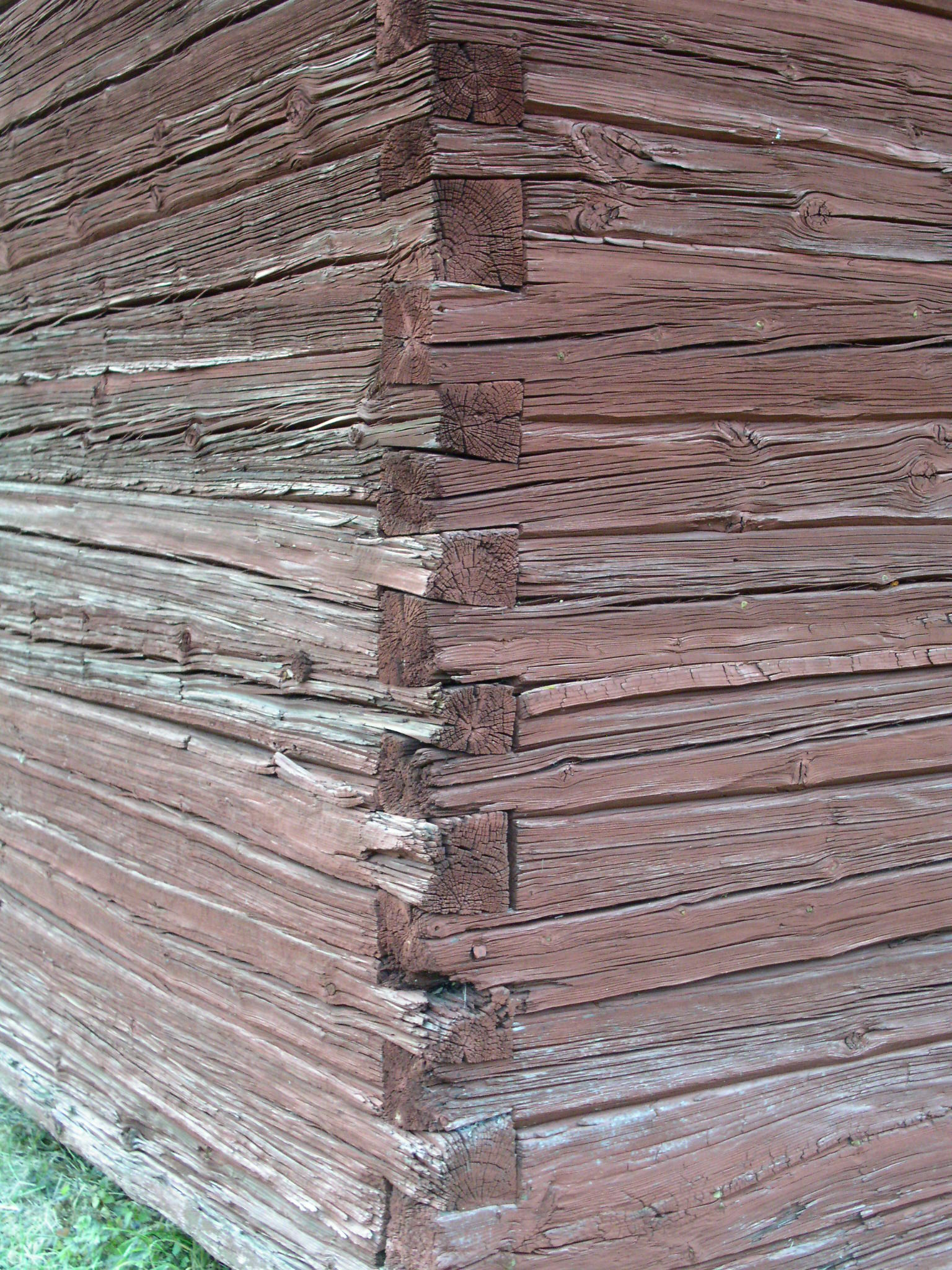
Laxknutar på en bod i Grangärde socken, Dalarna, troligen 1800-tal
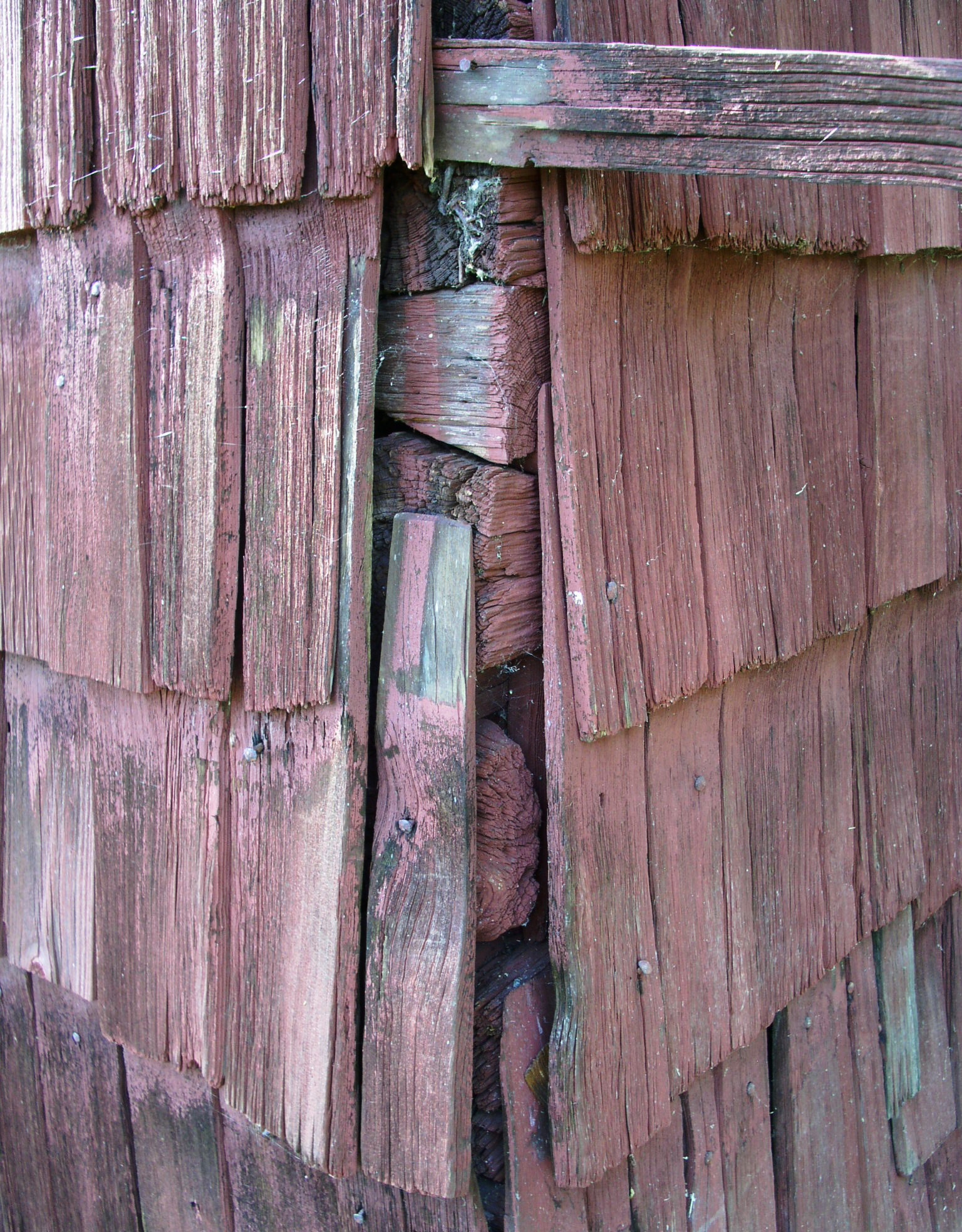
Laxknutar under spånbeklädnaden på Tiondeboden i Ingatorp från 1220- eller 1230-tal
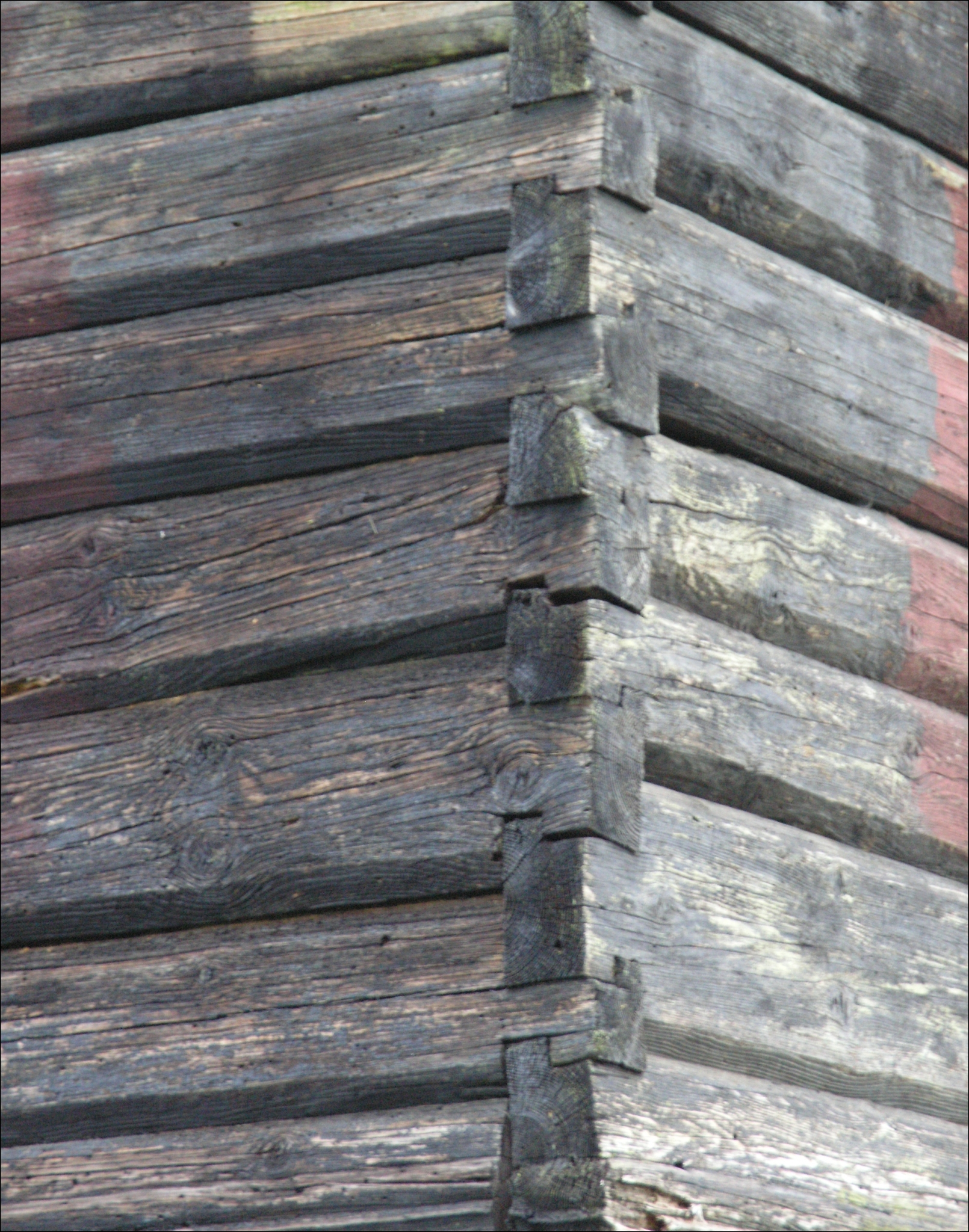
Haklaxknutar på byggnad i Brtníky i nordligaste Tjeckien.
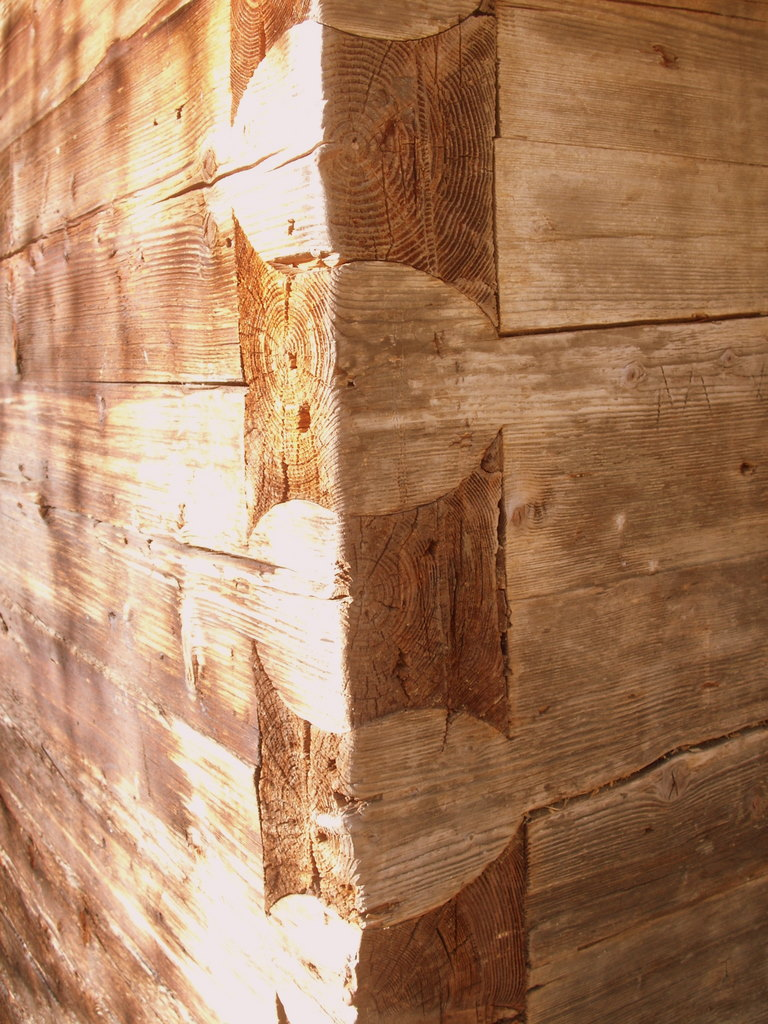
Dekorativ variant av laxknuten i ett sädesmagasin i St. Oswald i Bad Kleinkirchheim, i centrala östra Alperna, Österrike.
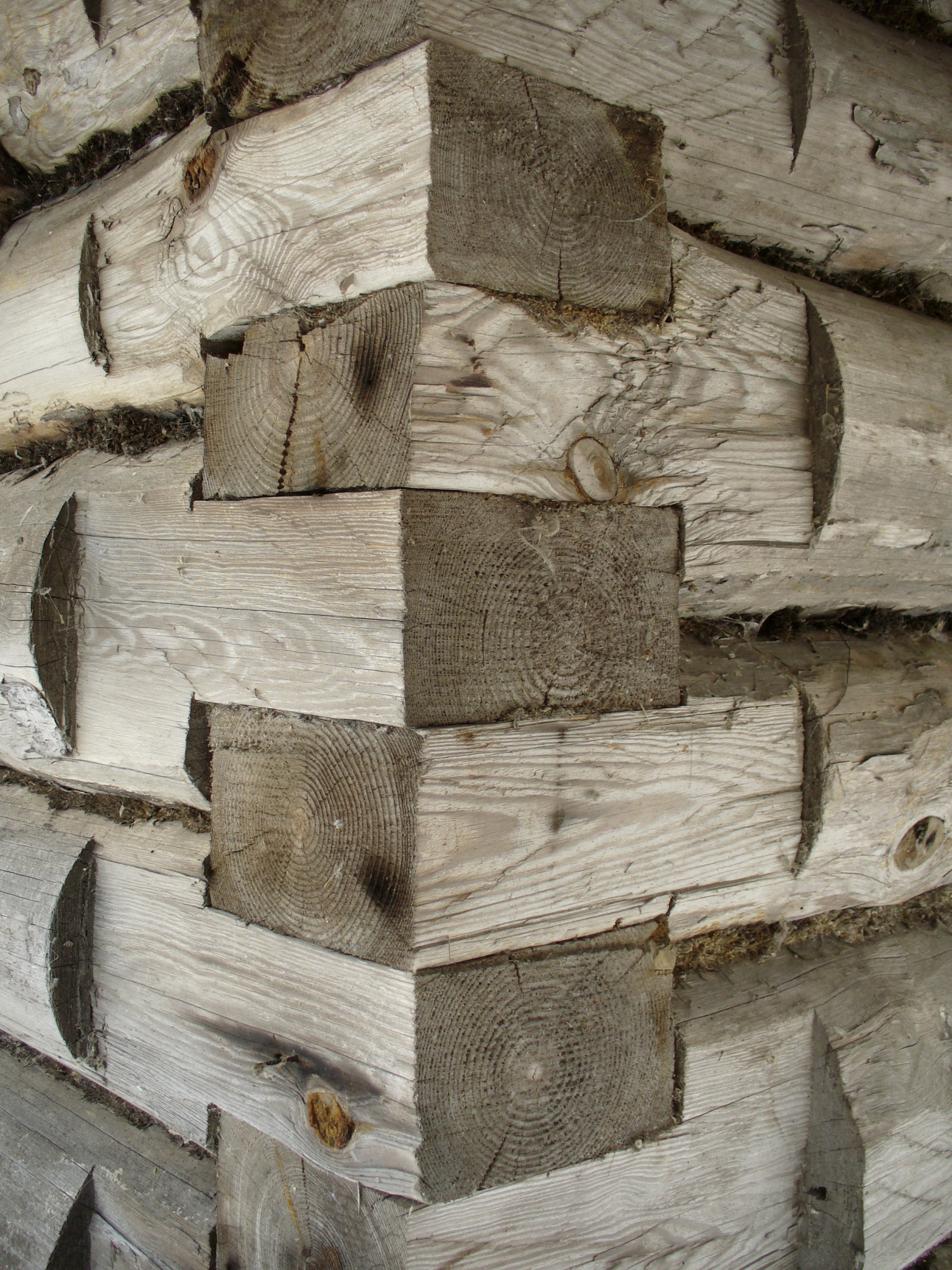
Laxade knutar (v lapu) vid rysk knuttimring.

## Upptimring
Stockarna lägges "skavfötters" i respektive vägg, toppända över rotända, så att de olika stockhöjderna jämnas ut. För att förhindra att stockarna förskjuter sig i väggen, förbinds de med dymlingar minst var tredje meter. I röstena (gavelspetsarna) på byggnader utan eller med bara få takåsar hålls stockarna samman endast med sådana dymlingar. Dymlingar krävs också i anslutning till dörr och fönsteröppningar, särskilt om gåtarna är klena. Gåtarna (kallas också "svärd") var särskilt i äldre tid oftast mycket kraftiga. I äldre byggnader av enklare slag kan det dock ibland helt saknas dymlingar. Ovanför dymlingarna och över gåten bör det finnas plats, så att timret kan röra sig fritt och inte blir stående på dymlingen respektive gåten, när det krymper. Ett timmerhus sjunker ihop flera centimeter det första året på grund av att timret krymper vid uttorkning, vilket är viktigt att ta hänsyn till när dörrar och fönster monteras.
Timmer kan skarvas i knuten för en innervägg eller om det är nödvändigt även mellan knutar. I äldre tid användes ibland "blixtförband",  sned skarv med en hake, som förhindrade att de båda stockändarna gled ifrån varandra. I modern timring används i stället förband med urtag och tapp. Man bör inte skarva två stockar som ligger på varandra, och på båda sidor om skarven bör det sitta en dymling.

## Tätningen mellan stockarna
I de flesta typer av timmerbyggnader önskar man att väggarna är täta, så att det inte drar och så att insekter och andra skadedjur hindras från att ta sig in. Detta uppnås i nordeuropeisk timring genom att ett V-format spår (mossränna eller långdrag) hugges på undersidan av varje stock, så att det passar mot den rundade ovansidan på underliggande stock. För att mossrännan ska bli rätt avpassad märks den ut med hjälp av ett meddrag eller dragjärn, ett verktyg som har två "klor", med vilket formen på den underliggande stockens rundning och ojämnheter kan ritas av. Nu för tiden används ofta en timmerfräs för detta arbete. Långdraget drevas vanligen med husmossa Hylocomium splendens eller väggmossa Pleurozium schreberi medan vitmossa Sphagnum anses otjänlig, eftersom den håller kvar fukt. Mossan lägges dit fuktig, och det som sticker ut skärs av med kniv. Nu för tiden används även andra material för att isolera en timmerstomme. Mossrännan bör inte gå ut på knutskallen, utan bara fram till knuten. Genom konstruktionens egen tyngd pressas stockarna samman, och kanterna på mossrännorna pressas mot underliggande stockar, så att byggnaden blir tät. 
I vissa byggnader, främst ängslador men även vedbodar, eftersträvas mycket god ventilation, och då har man ofta timrat med rundtimmer utan mossränna. 

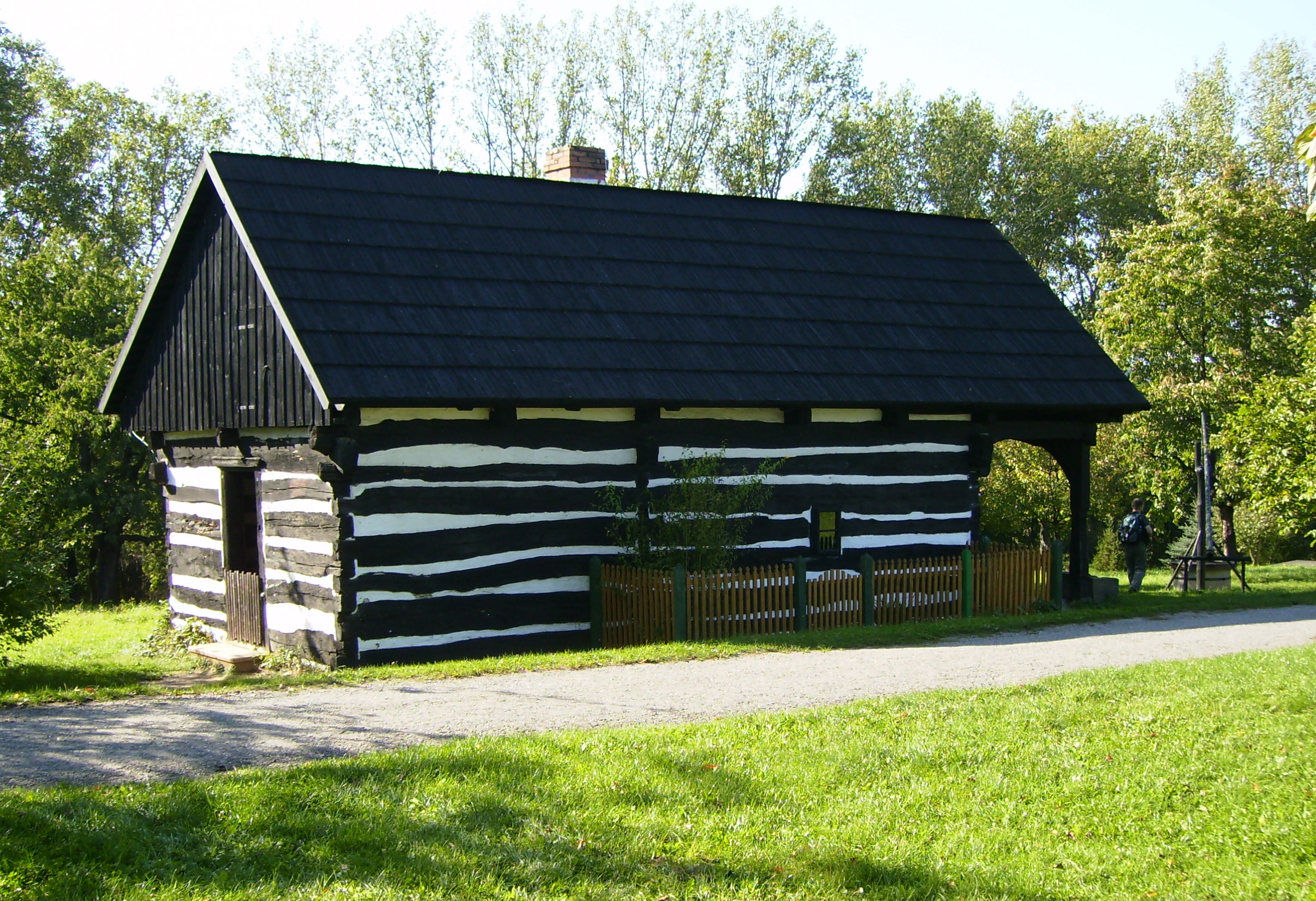
Hus av glest knuttimmer med lerklining på ett friluftsmuseum i Kouřim i centrala Tjeckien

I Centraleuropa förekommer det att man istället för mossränna timrar relativt glest och sedan tätar med lerklining.

## Verktyg
Vid timring av ett hus är yxan det viktigaste verktyget – både huggyxa och timmerbila (skrädyxa). Andra viktiga verktyg är dragjärnet,  med vilket formen av den underliggande stockens översida ritas på stocken, så att en välpassande mossränna kan göras. Lodbräda (senare vattenpass), och riktsnöre behövs också. Med navaren gör man hål för dymlingar och sedan skedborret ersatts av det effektivare spiralborret ofta också gåtspåret (tidigare gjordes detta med yxa). I äldre tid användes skavjärn, för att "hyvla" stocksidorna. Idag används ofta motordrivna hjälpmedel som till exempel motorsåg och timmerfräs.
För att passa in den färdighuggna stocken i knuten används en tung timmerklubba. Den används också för att driva in dymlingarna.

## Utbredning
Knuttimrade konstruktioner (förutom hus, även gravbyggnader, brunnar, stängsel och stödkonstruktioner m.m) förekommer i tre tydliga områden i världen, nämligen i Europas barrskogsområden (Nordeuropa, Alperna, Pyrenéerna och Karpaterna), i Kina och Japan och i Nordamerika.

### Japan och Kina
Knuttimringen i Kina och Japan går antagligen tillbaka på en självständig tradition, skild från den europeiska. I Japan kallas tekniken azekura (japanska: 校倉?, aze-kura) och är känd sedan Naraperioden på 700-talet.
Det äldsta bevarade exemplet på azekura finns i Shōsōin, en skattkammare vid buddhisttemplet Tōdai-ji i Nara, som först omnämns i japanska skrifter år 756. Det exakta byggdatumet är okänt, en uppgift är år 752 e.Kr.
Ett annat tidigt exempel på azekura från Nara finns i världsarvstemplet Tōshōdai-ji, ursprungligen rest år 759.
Den traditionella japanska knuttimringen känns igen på kluvna triangulära stamsektorer av cypress. Denna teknik ska inte förväxlas med den i de knuttimrade byggnader som under efterkrigstiden, särskilt 1970-talet, byggts efter nordamerikanskt log-cabin-mönster. 

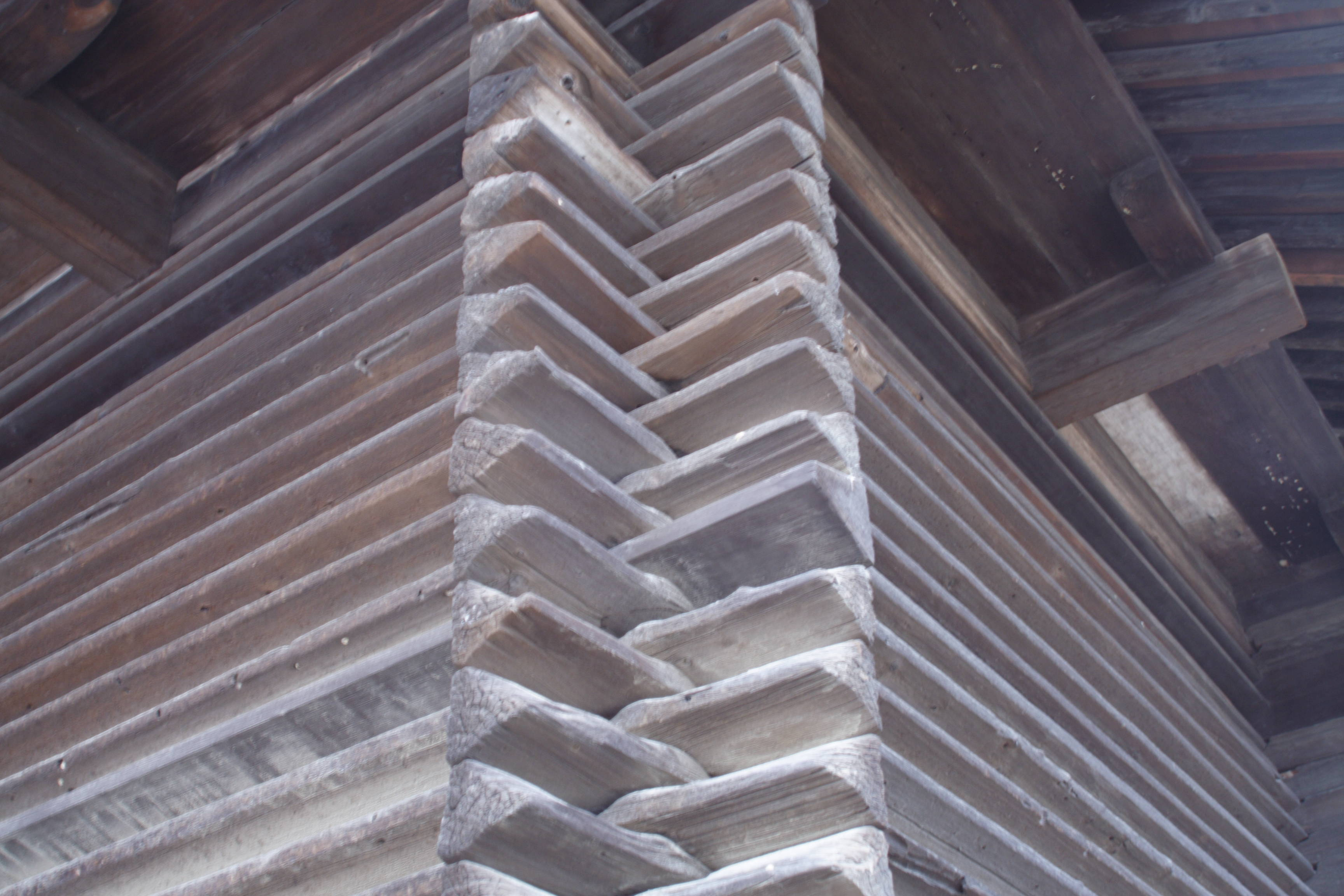
Azekura (Japansk timring)
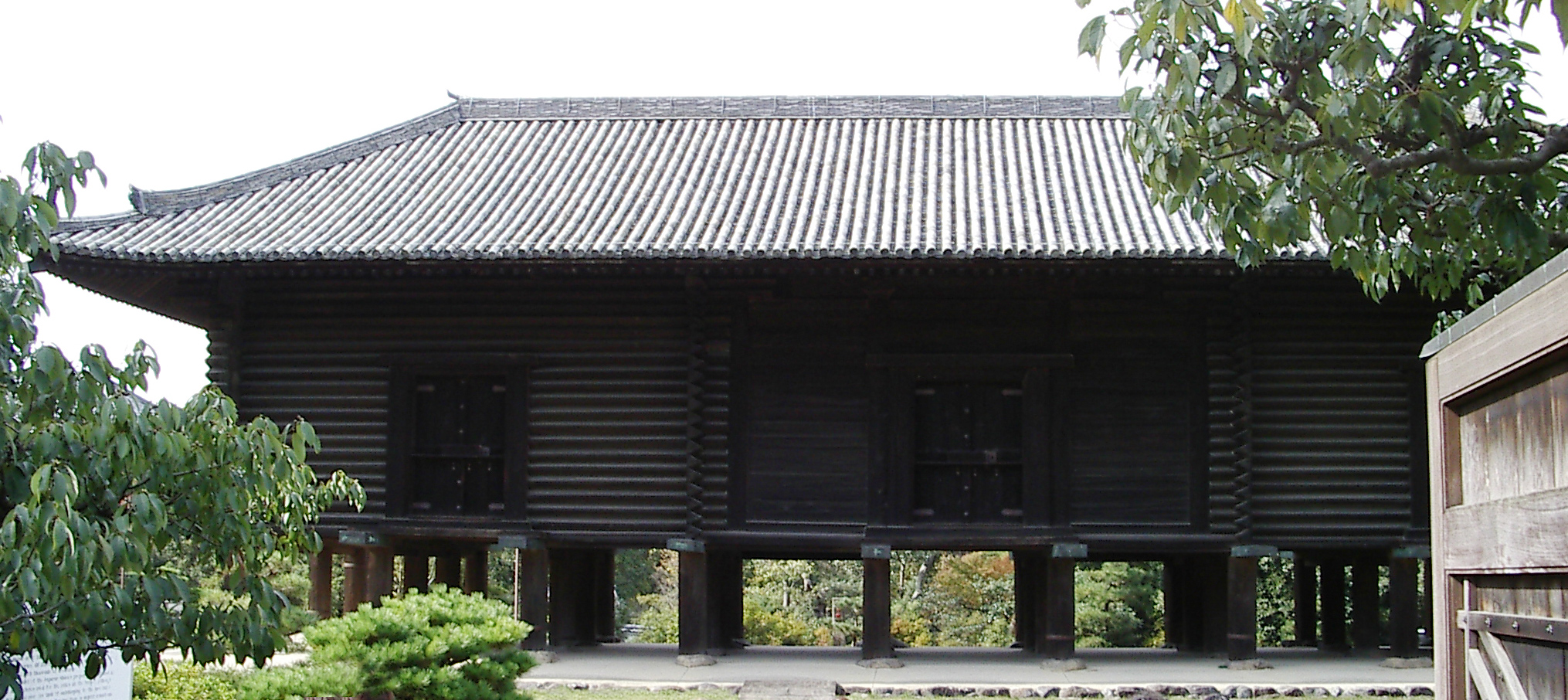
Skattkammaren Shōsōin i form av en stolpbod vid templet Tōdai-ji, den äldsta bevarade azekura-byggnaden i Japan.

### Timmerhus i Nordamerika
Svenska och finska nybyggare i kolonin Nya Sverige förde 1638 timmerhuset till Nordamerika. Nybyggarna från de andra kolonialmakterna var vana vid bygge i sten, tegel och korsvirke då deras byggnadstradition var från trakter där timmer kunde vara en bristvara. Då amerikanska ostkustens skogar var rika på lämpligt timmer var traditionen med timmerhus möjlig att tillämpa för nybyggarna. Än idag finns flera timmerhus från den svenska epoken kvar vid Delawareflodens nedre lopp. Typiskt för timmerhusen från nybyggartiden var att den öppna spisen var lokaliserad till en yttervägg.

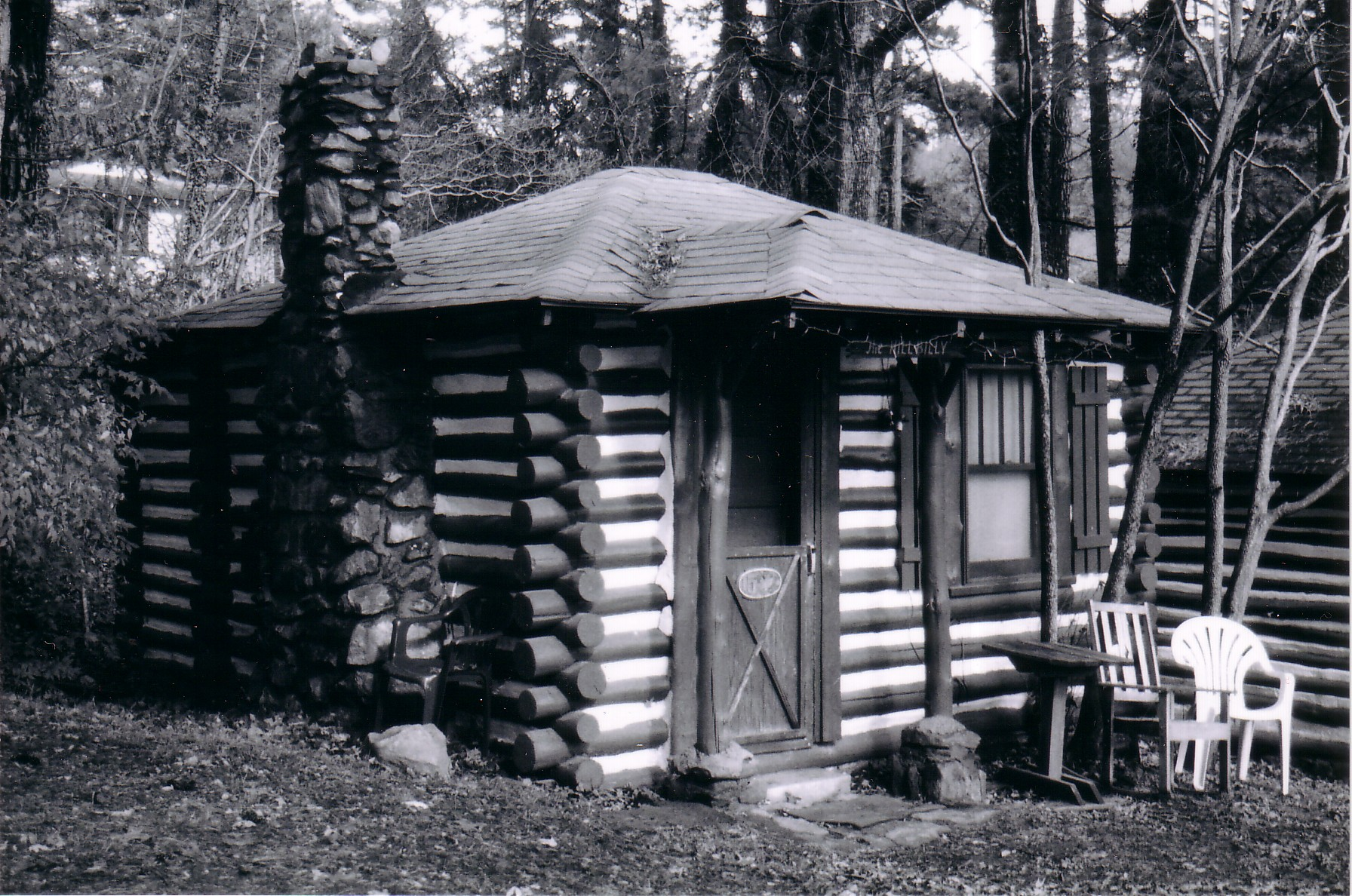
Timmerhus i USA
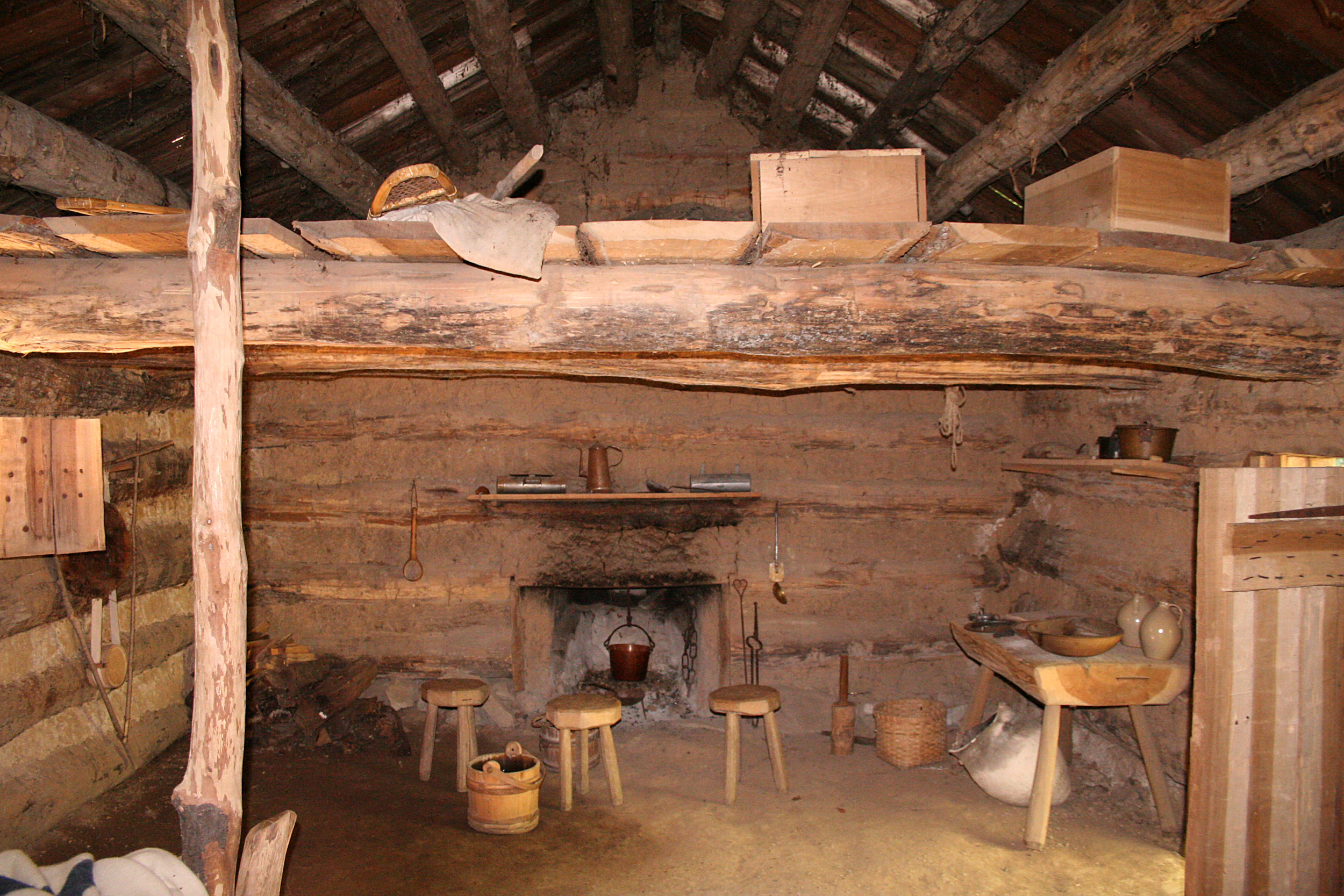
Interiör i ett rekonstruerat nybyggarhus i Indiana, USA

## Knuttimringens historia i Norden

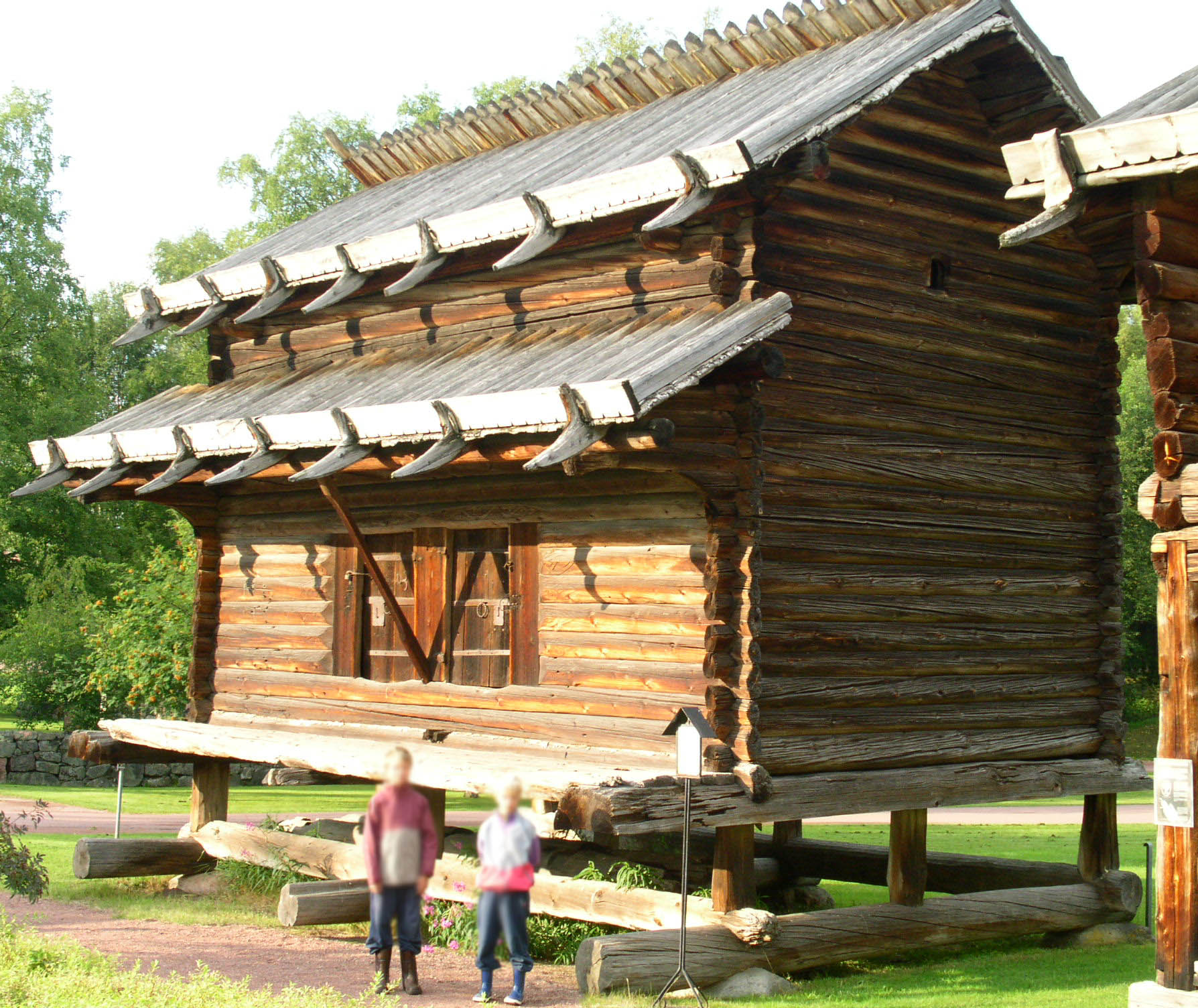
Kyrkhärbret i Älvdalen daterat till 1285.

De första kända exemplen på knuttimring i Skandinavien är från vikingatiden. I Norge finns det bevarade timmerbyggnader från 1100-talet och i Sverige från 1200-talet. 
I Norge finns minst 200 timmerhus från medeltiden (före 1537) och dessa är fredade som kulturminnen. Något motsvarande skydd finns inte i Sverige. Bara i Dalarna fanns år 2005 134 daterade timmerhus från 1500-talet och tidigare, men åtskilliga fler antas vara lika gamla, men dessa har ännu inte daterats. Det är med hjälp av dendrokronologi som man kan ta reda på, i bästa fall exakt, när timret avverkats. Även utformningen av knutar och andra detaljer kan ge underlag för en grov datering av byggnaden.
Knuttimringen anses vara införd till Skandinavien under vikingatiden från barrskogsområdena i Östeuropa, där det påvisats att det funnits redan i förhistorisk tid. I mellersta och norra Skandinavien avlöste den under medeltiden de äldre långhusen med stolpburna tak och blev den nästan allenarådande byggnadstypen i hus för människor och boskap. Kvaliteten utvecklades snabbt till en mycket hög nivå både tekniskt och estetiskt.
Från omkring år 1700 blev det på många håll, särskilt i städerna, statusfyllt att brädkläda timmerväggarna utvändigt. Brädklädningen gjorde att man kunde sänka kraven på själva timringen och utförandet kunde förenklas. På en del håll, såsom i exempelvis Dalarna och i de norska fjällbygderna bibehölls traditionen med synligt timmer ända in på 1900-talet. Med nationalromantiken under slutet av 1800-talet och början av 1900-talet blev knuttimringen åter aktuell för arkitektoniskt utformade byggnader.
Under 1900-talet ersatts knuttimringen av andra byggnadssätt, men under seklets sista decennier ökade populariteten åter, främst för stugor, men också för åretruntbostäder. Timringskurser har bidragit till att sprida kunskap om ett hantverk som var på väg att falla i glömska.
Tillgången till timmer växlade över tiden. Under medeltiden hade byalagen haft stora skogsallmänningar där sockenborna fritt kunde hämta sitt timmer. Men under 1600- och 1700-talet ökade kronans behov av trä, såväl för skeppsbygge, råvaruexport och som kol till järnbruken och restriktioner infördes för virkesuttag.
Under 1600-talet tog skråväsendet form i de nordiska länderna. Bönder och hantverkare kunde vid behov utföra enkla timmerarbeten. Gemensamma större träprojekt, till exempel en kyrkobyggnad, kunde uppföras under ledning av såväl kända mästare men ibland också av mindre förfarna yrkesmän. Enklare uppförda byggnader kunde man tvingas riva redan efter 50 år, medan många kyrkobyggnader som uppförts under ledning av en mästare tack vare hög kvalitet har kunnat bevaras in i våra dagar. En lärling kunde få stå och fyrkantsbila stockar i tre-fyra år innan han betroddes med att hugga knutar och andra sammanfogningar. Som mästarstycke skulle gesällerna enligt 1763 års förordning (Åbo) ”bygga en kyrka å landet eller någon annan byggning förfärdiga”.

## Flyttning av timmerhus
En fördel med timmerhus är att väggarna är lätta att demontera, eftersom stockarna är staplade på varandra utan annat som håller dem samman än tyngdkraften. Detta är bakgrunden till att flyttning av timmerhus var en viktig del av timmerbyggnadstraditionen. Byggnader kunde flyttas inom en gård, ärvas, säljas eller följa med om man flyttade. I vissa norska bygder på Vestlandet (Osterøy) förekom det att man timrade upp stommar som lagrades i väntan på den efterfrågan som alltid blev följden av de återkommande stadsbränderna i Bergen. Innan en timmerstomme demonterades märktes den upp, vanligen med början på syllstocken. Ofta användes romerska siffror, men även enkla streck förekommer ofta. Under 1800-talet blir det vanligt att märkningen görs med rödkrita. Ibland markeras även till vilken vägg varje stock hör med bokstäver A-D, vanligen medurs. Att timmerhusen lätt kunde demonteras gjorde också att stockarna lätt kunde återanvändas i andra hus. Det är vanligt att man träffar på äldre timmer i yngre byggnader, där till exempel gamla urtag, knuthak eller märkningar inte längre har någon funktion.

## Sex- åtta- och tio-kantiga knuttimmerbyggnader

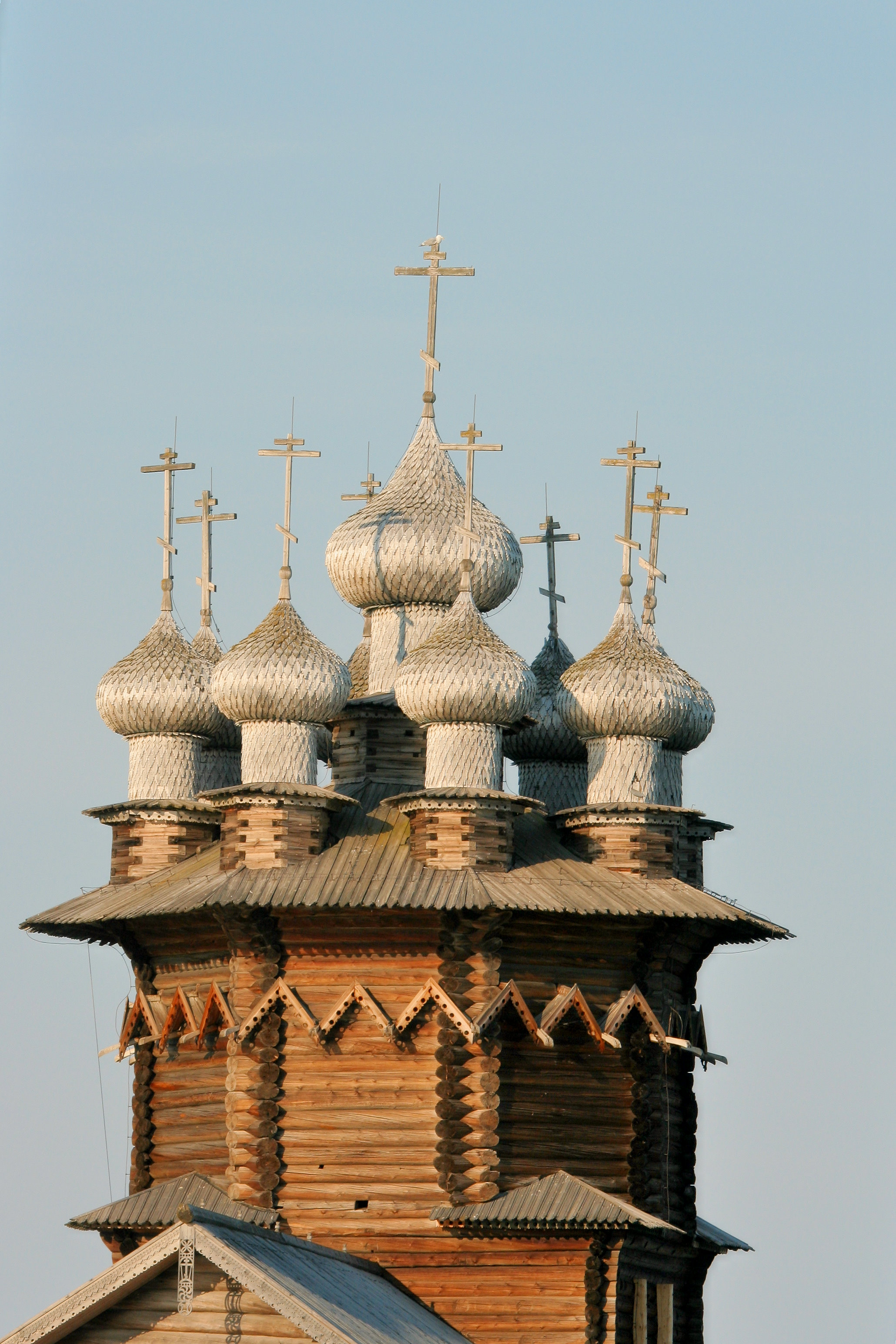
Åttkantig timring i kyrka i Kizji, Ryssland

Den normala och helt dominerande formen på knuttimrade byggnader är den rektangulära, men det förekommer också att man för vissa tillämpningar har timrat åttkantigt, liksom mera sällsynt sex- och tiokantigt. Särskilt i delar av Ryssland är timrade kyrkor ofta åttkantiga. I Sverige började man från slutet av 1700-talet, och i ökande utsträckning under 1800-talet, i stora delar av Norrlands kustland och framför allt i Västerbotten, bygga stora åttkantiga knuttimrade trösklogar, rundlogar.

## Fler bilder

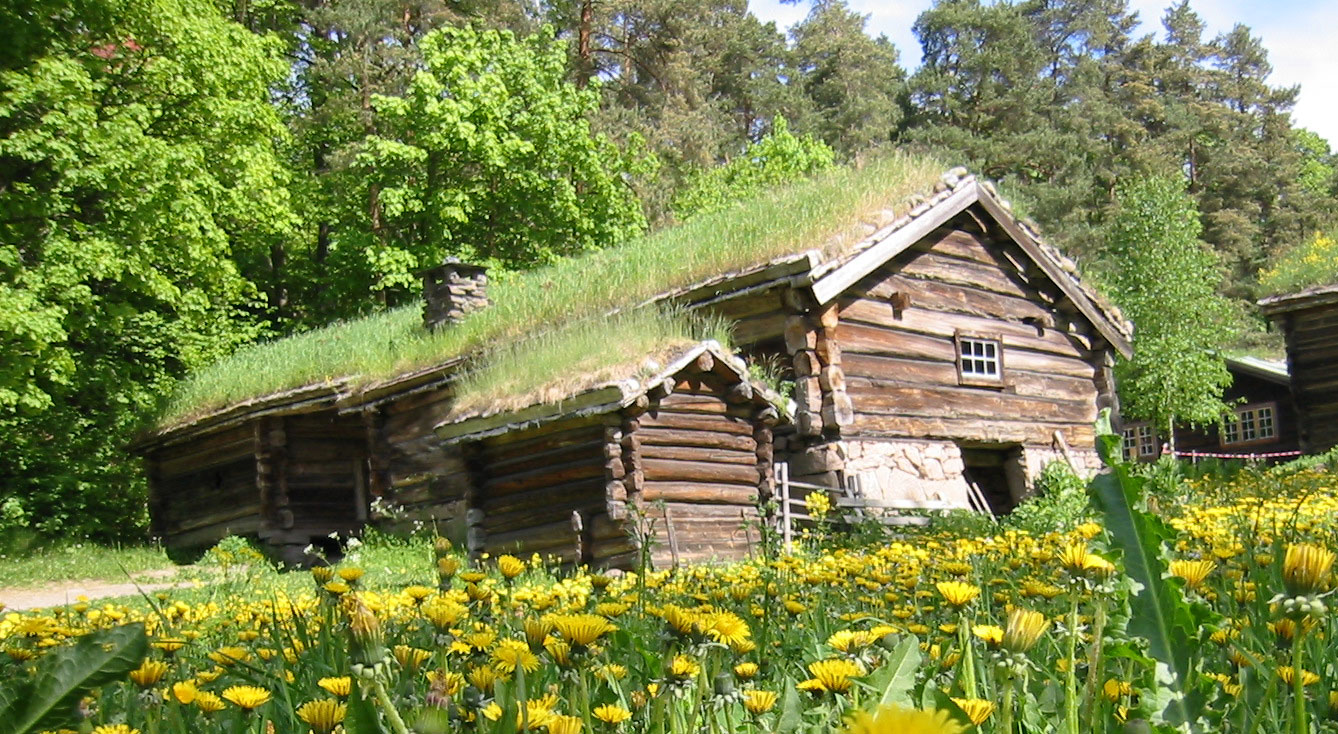
Timrat hus på Norsk Folkemuseum
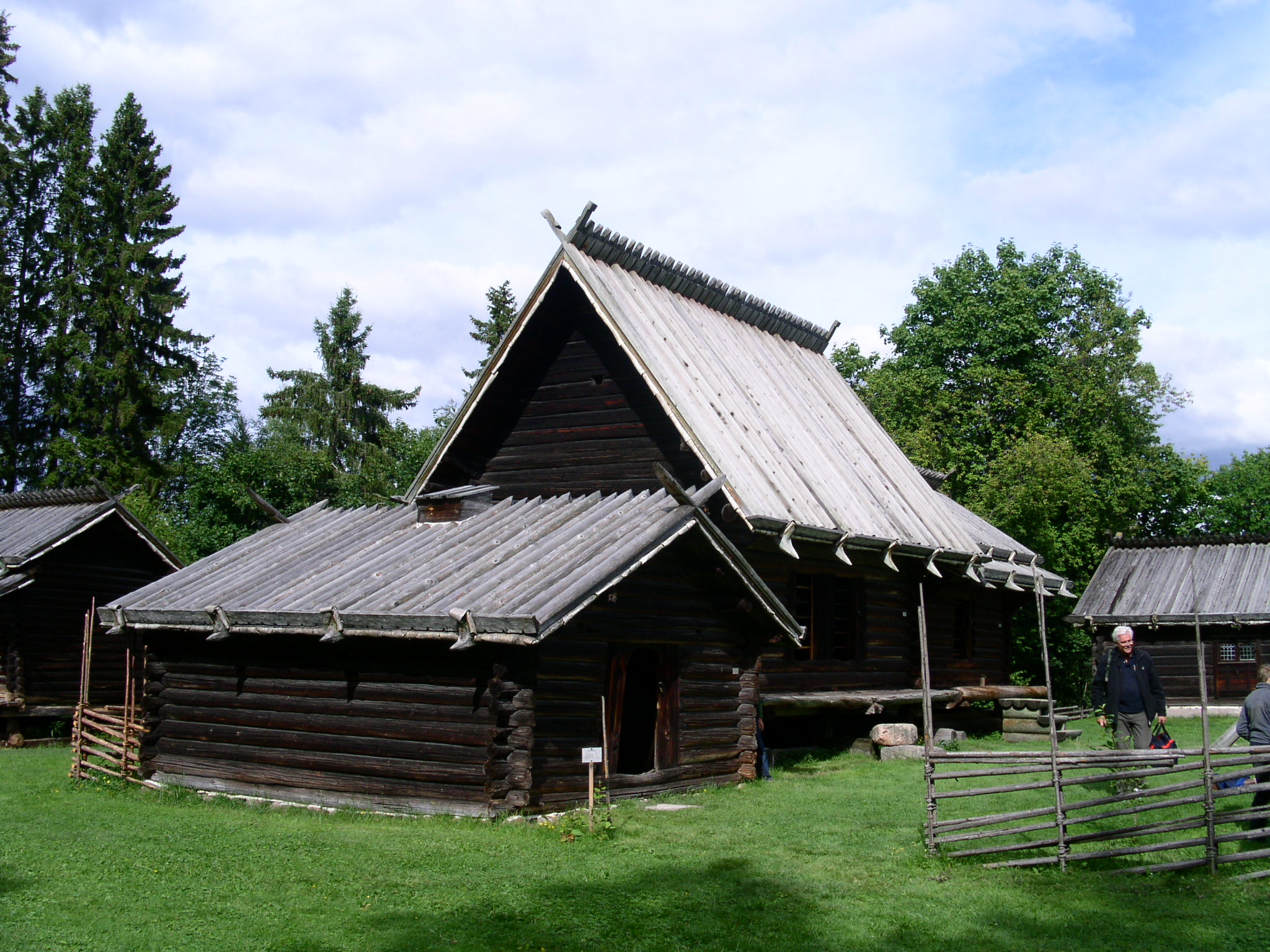
Eldhus och härbre på Zorns Gammelgård
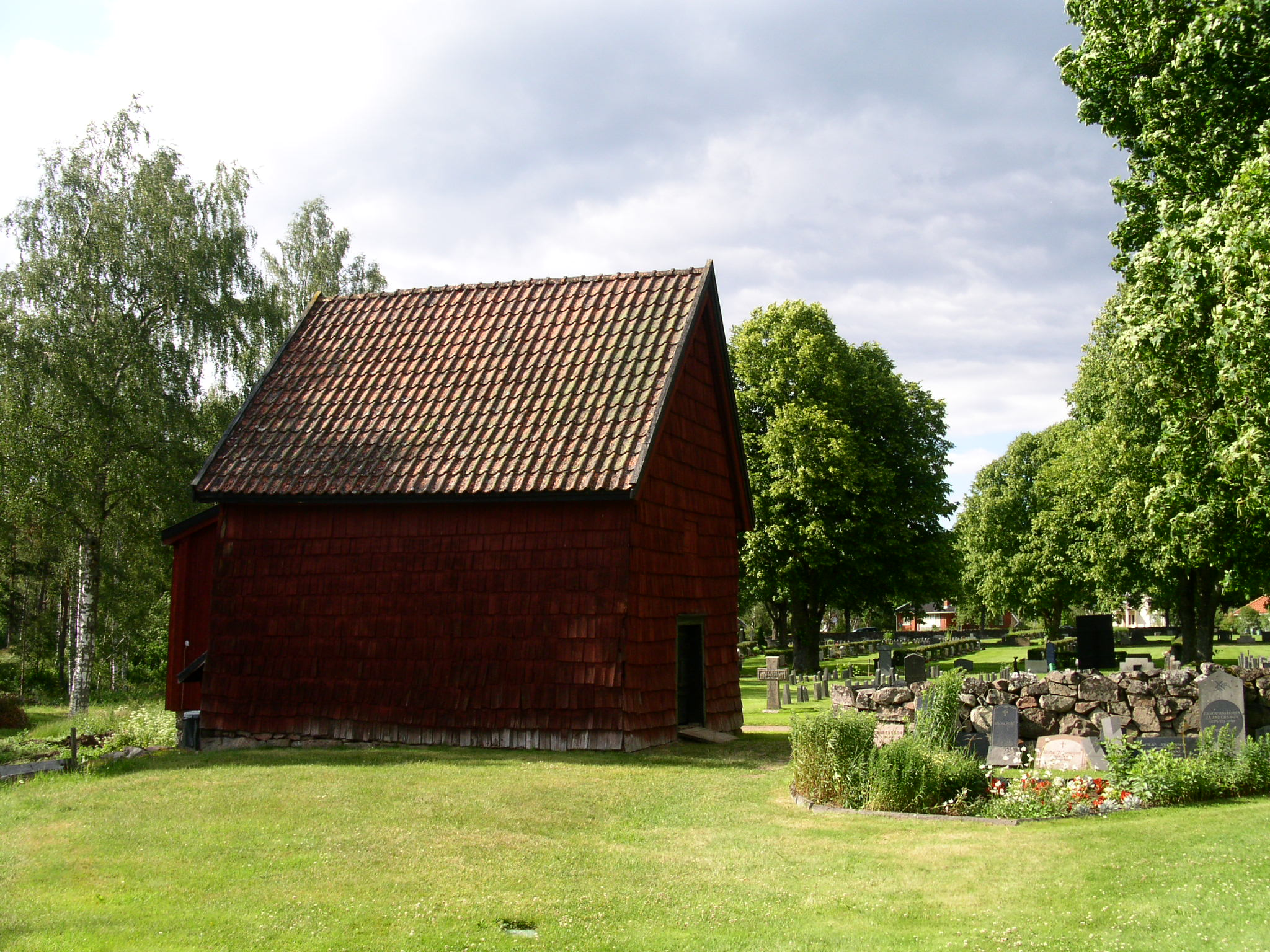
Tiondeboden i Ingatorp
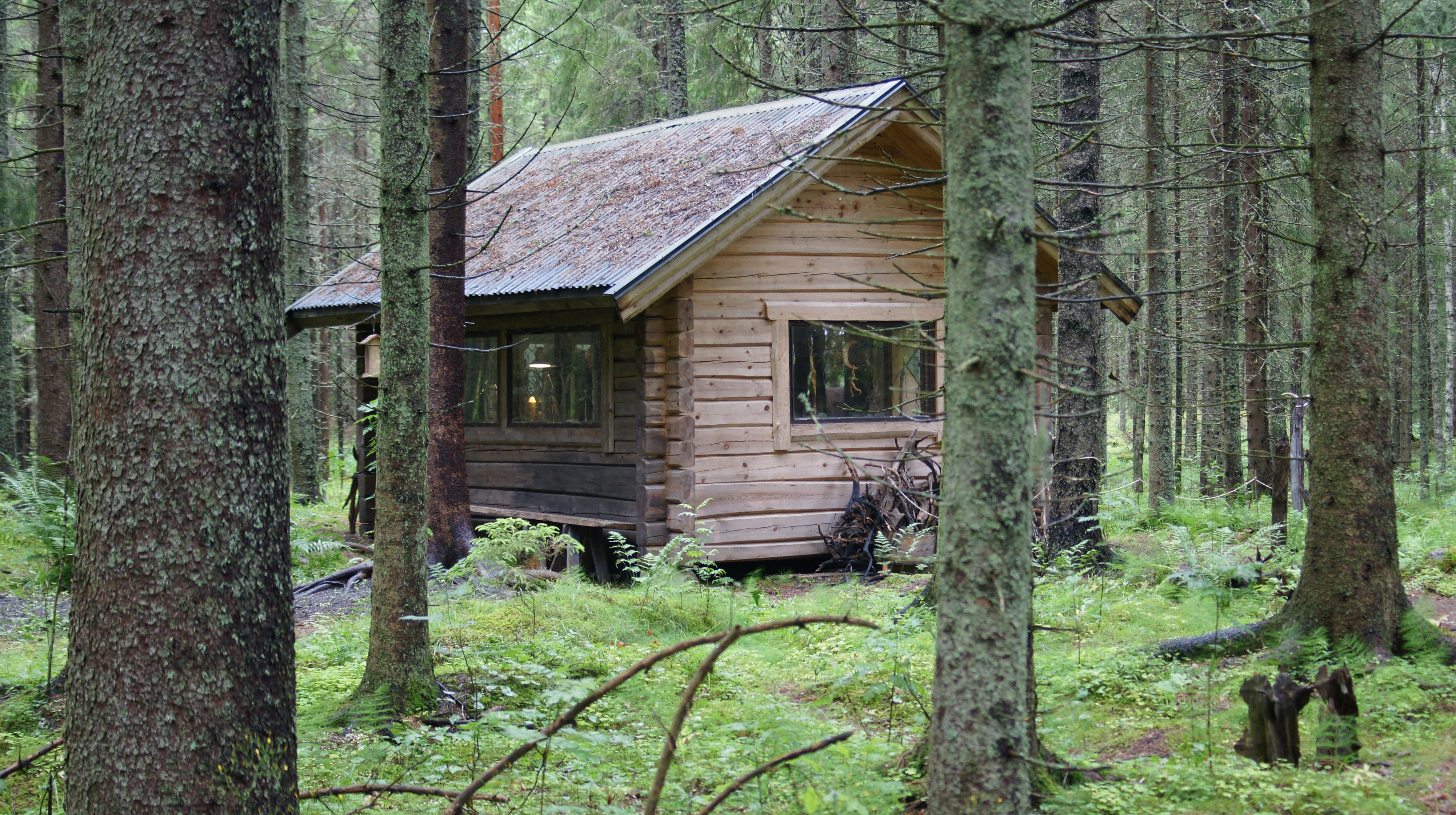
Timrad ateljé hos konstnären Maria Westerberg